# 수마트라오랑우탄
수마트라오랑우탄(Pongo abelii)은 세 종의 오랑우탄 중 하나로 인도네시아의 수마트라섬만 서식하는 고유종이다.수마트라오랑우탄은 수컷은 약 140cm 정도의 키에 90kg까지 성장한다. 암컷은 더 작고 평균적으로 약 90cm에 45kg 정도이다. 동부고릴라, 서부고릴라 보르네오오랑우탄 다음으로 몸집이 큰 유인원이다.
보르네오오랑우탄과 비교하여, 수마트라오랑우탄은 더 얇고 더 긴 털로 덮여 있고, 더 긴 얼굴에 더 큰 키를 갖고 있다. 

## 음식
보르네오오랑우탄과 비교하면, 수마트라오랑우탄은 더 과일을 좋아하는 경향이 있으며, 특히 곤충을 잡아먹는 습성이 있다. 무화과를 포함하여 과일을 좋아한다. 또한 새알을 먹거나 작은 척추동물들을 잡아먹기도한다. 수마트라오랑우탄은 나무 안에서 수유하는 데 시간을 덜 보낸다.

## 생활방식
암컷 수마트라오랑우탄은 암컷 보르네오오랑우탄보다 더 군집생활을 한다. 이들은 약 15살이 되었을 때 새끼를 낳는다. 새끼 오랑우탄은 3년 동안 어미 곁에서 머문다. 그 이후조차도 새끼 오랑우탄은 아직 그 어미와 함께 하기도 한다.
강간은 오랑우탄 사이에서는 흔히 일어난다. 성숙한 암컷들이 쉽게 그들을 뿌리칠 수 있기 때문에 대부분 그들을 임신시키는 데 실패할 가능성이 많은데도 불구하고, 아직 미성숙한 숫컷은 암컷에게 짝짓기를 시도하려 한다. 성숙한 암컷들은 성숙한 숫컷과 짝짓기를 하려 한다.
수마트라오랑우탄은 또한 보르네오오랑우탄보다 더 나무에서 사는 것을 좋아한다. 이것은 수마트라호랑이와 승냥이무리 같은 대형 육식동물로부터 자신들을 지키려고 하기 때문일 것이다. 팔걸이건너기(branchiation)를 통해 나무에서 나무로 이동한다.

## 수명

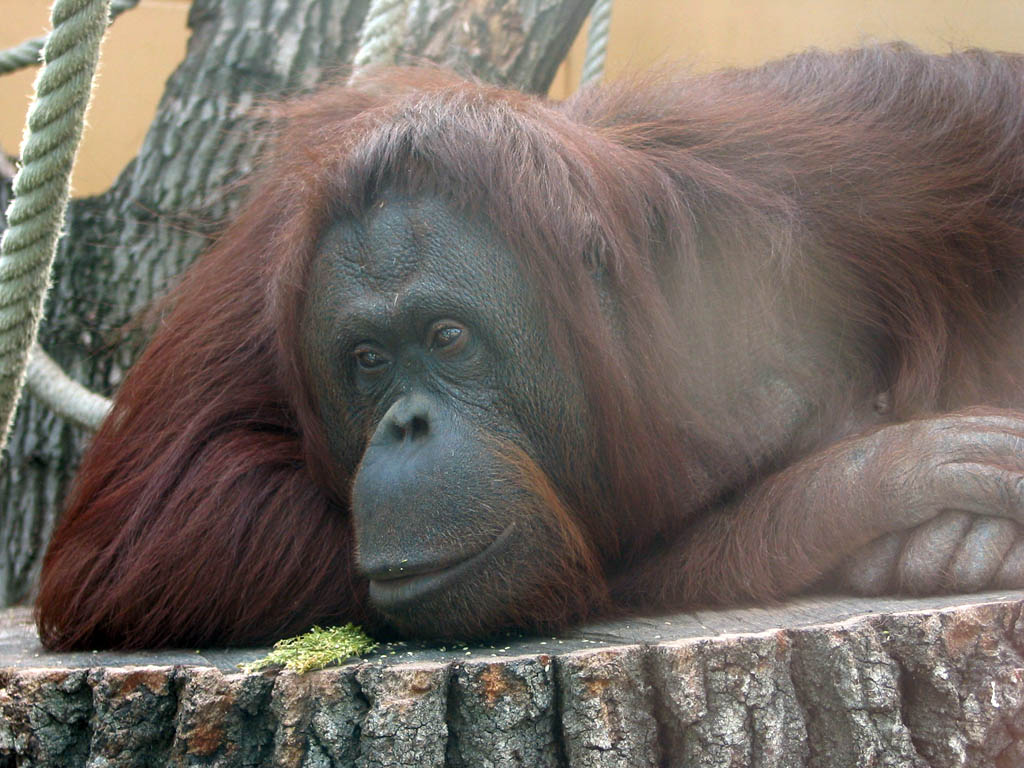
오스트리아 비엔나의 쇤브르너 동물원의 오랑우탄

두 종의 오랑우탄은 수십 년을 살 수 있다. 포획된 오랑우탄 중 가장 오래 산 아멍의 예로 볼 때, 50년 이상의 수명을 지니는 것으로 보인다.
수마트라오랑우탄은 폐경의 징후는 겉으로 알 수 없고, 첫 새끼를 낳는 평균 나이는 약 12.3세이다. 수마트라오랑우탄의 출산 간격은 보르네오오랑우탄보다 더 길다. 유인원 중에서 가장 긴 출산 간격으로 보고되고 있다.

## 현황

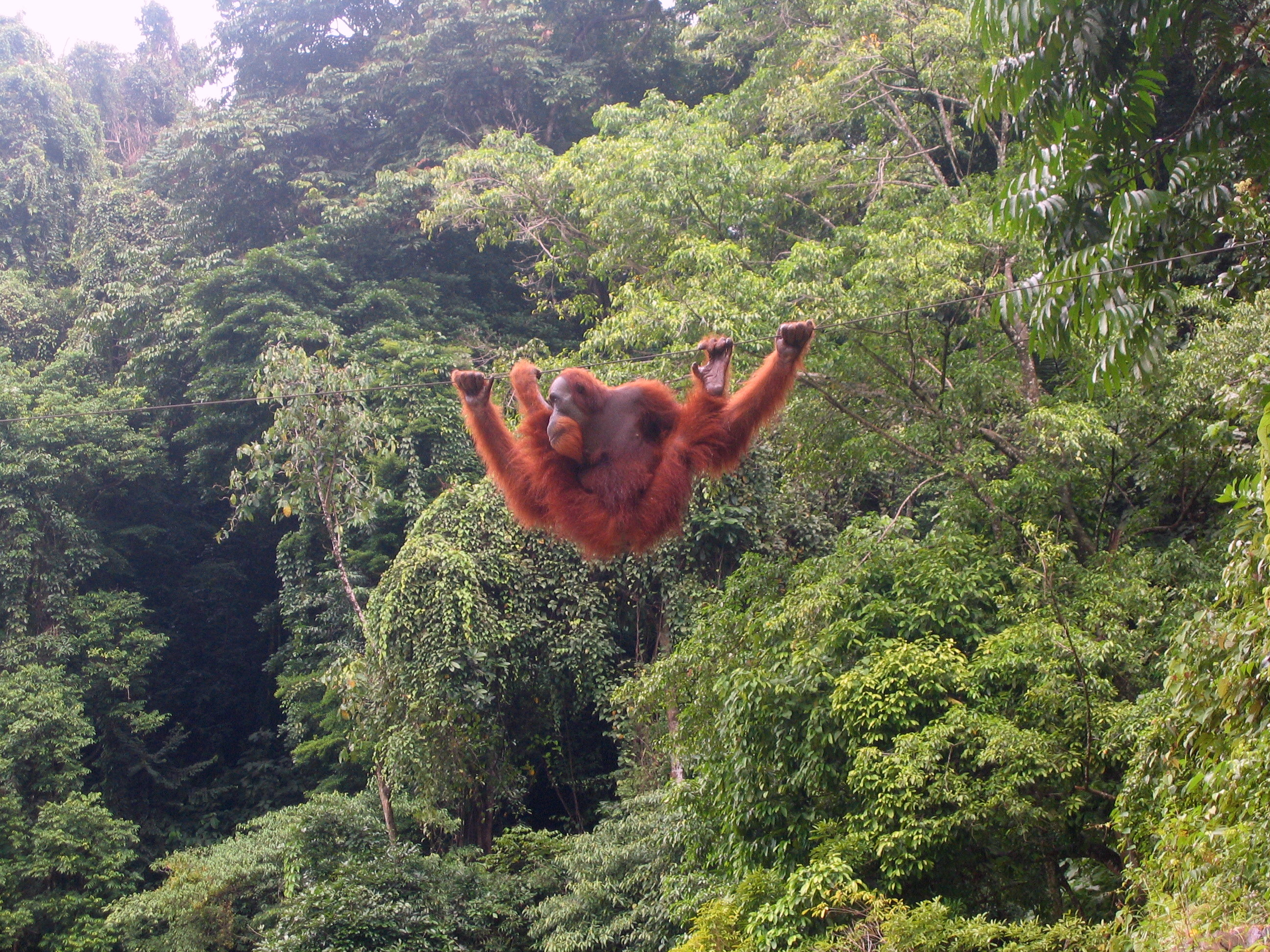
부낏라왕의 수마트라오랑우탄

2002년에, 세계 보존 연합은 이 종을 위태롭게 멸종위기 상태에 있는 동물로, IUCN 레드 리스트에 등재하였다. 서식한다고 알려져 있던 지역인 토바호 숲에서의 조사에 의하면, 부낏라왕과 구눙레우서 국립공원의 단지 두 곳에서만 발견되었다. 그 조사는 2002년 수마트라에, 대략 3500마리의 오랑우탄만이 생존해 있다고 예상했다. 새끼 오랑우탄들은 종종 포획되어 애완동물용으로 고가에 팔리고 있다. 새끼들을 포획하기 위하여, 밀렵꾼들은 통상적으로 새끼를 보호하는 어미를 우선적으로 죽이고 있음에 틀림없다.

## 미디어 출판
《아일드 아시아:붉은 원숭이의 세계》라는 수마트라오랑우탄에 대한 영화 NHNZ는, 까다로운 장소에서 음식을 구하거나, 나뭇가지 등의 단순한 도구를 사용하는 수마투라오랑우탄을 보여준다. 또한 열대 폭우가 내릴 때, 큰 이파리를 우산으로 사용하는 동물의 장면도 보여준다. 그런 도구를 사용하는 행동(동물 인지학을 참조)은 다른 동물들에서도 보인다. 그러나 이 영화는 매우 진기하다.

## 같이 보기
- 영장류
- 아멍